# جورج إدموند هولت
جورج إدموند هولت (بالإنجليزية: George Edmund Holt)‏ هو دبلوماسي وصحفي أمريكي، ولد في 15 فبراير 1881، وتوفي في 16 أكتوبر 1950.